# HD 29606
HD 29606，又名BD+59 826，SAO 24777、HR 1486，是一颗恒星，视星等为6.5，位于銀經148.73，銀緯8.83，其B1900.0坐标为赤經4h 34m 38.1s，赤緯+59° 8.83′ 46″。